# جيل دودز
جيل دودز (بالإنجليزية: Gil Dodds)‏ هو منافس ألعاب قوى أمريكي، ولد في 23 يونيو 1918 في نوركاتور في الولايات المتحدة، وتوفي في 3 فبراير 1977 في سانت تشارلز في الولايات المتحدة.